# Font de Comalebedre
La Font de Comalebedre és una font del terme municipal de Tremp, del Pallars Jussà, a l'antic terme d'Espluga de Serra, en territori de l'enclavament d'Enrens i Trepadús.
Està situada a 1.400 m d'altitud, a la part nord-oriental de l'enclavament, al sud-oest del Coll de Sant Roc de Viu, a l'est-nord-est d'on hi hagué el poble d'Enrens. És al capdamunt del barranc de Cantallops.